# هیچوقت سفید نپوشیدم
«هیچوقت سفید نپوشیدم» (به انگلیسی: Never Worn White) تک‌آهنگی از هنرمند اهل آمریکا کیتی پری است که در ۵ مارس ۲۰۲۰ منتشر شد. این ترانه همراه با موزیک ویدئویی منتشر شد که در آن اعلام شد کیتی پری باردار است.